# Huaceae
Die Huaceae sind eine kleine Familie in der Ordnung der Sauerkleeartigen (Oxalidales) innerhalb der Bedecktsamigen Pflanzen (Magnoliopsida). Die nur drei Arten sind im tropischen Afrika beheimatet.

## Beschreibung
Die drei Arten der Familie sind immergrüne holzige Pflanzen: Bäume, Sträucher oder Lianen. Die Pflanzen riechen nach Knoblauch. Die wechselständig, zweizeilig angeordneten, kurz gestielten Laubblätter besitzen eine einfache Blattspreite mit einem ungezähnten Blattrand. Die Stomata sind paracytisch. Die Nebenblätter fallen früh ab; sie sind bei Hua klein und bei Afrostyrax etwas größer.
Die Blüten können in bündeligen, wenigblütigen Blütenständen zusammengefasst sein oder einzeln stehen. Die kleinen, radiärsymmetrischen Blüten sind zwittrig und vier- oder fünfzählig. Die vier, meist fünf Kronblätter sind behaart. Es sind zwei Kreise mit je vier oder fünf freien, fertilen Staubblättern vorhanden. Fünf Fruchtblätter sind zu einem oberständigen Fruchtknoten verwachsen, mit einem Griffel und einer kleinen Narbe.
Es werden Steinfrüchte oder Kapselfrüchte gebildet, die nur einen großen Samen enthalten. Der gut ausbildete Embryo besitzt zwei breite, abgeflachte Keimblätter (Kotyledone).

## Vorkommen
Das Verbreitungsgebiet der Familie Huaceae liegt im tropischen Afrika (West- bis Zentralafrika). Ihre Vertreter gedeihen in Regenwäldern.

## Systematik
Die Familie der Huaceae wurde 1947 durch Auguste Jean Baptiste Chevalier in Revue international de botanique appliquée et d'agriculture tropicale, 27, S. 28 aufgestellt. Typusgattung ist Hua Pierre ex De Wild. Die Gattung Hua ist wahrscheinlich zu Ehren des französischen Botanikers Henri Hua (1861–1919) benannt worden.
Die Stellung der Huaceae innerhalb der Magnoliopsida wurde kontrovers diskutiert, so wurden sie in die Ordnungen der Malvales (beispielsweise bei Baas 1972 oder Takhtajan 1997) oder Violales (bei Cronquist 1981) gestellt oder keiner Ordnung (bei APG I und II) zugerechnet. Molekulargenetische Untersuchungen ergaben, dass die Huaceae die Schwestergruppe der übrigen Sauerkleeartigen (Oxalidales) sind, sie werden daher von der Angiosperm Phylogeny Group 2009 dieser Ordnung zugeteilt.
Es gibt nur zwei Gattungen mit insgesamt drei Arten in der Familie der Huaceae:
- Afrostyrax Perkins & Gilg: Es werden Steinfrüchte gebildet:
  - Afrostyrax lepidophyllus Mildbr.: Sie ist in Kamerun, Gabun und Ghana beheimatet. Diese Art ist durch Verlust der Habitate gefährdet.
  - Afrostyrax  kamerunensis Perkins & Gilg: Sie kommt in Karun, Gabun und Zaire vor.[4]
  - Afrostyrax macranthus Mildbr.: Sie kommt in Kamerun und in Gabun vor.[4]
- Hua Pierre ex De. Wild.: Es werden Kapselfrüchte gebildet:
  - Hua gabonii Pierre ex De. Wild.: Sie kommt in Gabun und Zaire vor.[5]

## Nutzung
Alle drei Arten werden in Afrika auf Grund ihres knoblauchartigen Geschmackes zum Würzen verwendet. Von allen drei Arten wird dazu die Borke genutzt. Von Hua gabonii werden die Blätter und die Samen sowie von Afrostyrax lepidophyllus die Wurzeln zum Würzen von Soßen verwendet. Die Borke wird auch in der Volksmedizin verwendet.